# A Kerka-völgy növényzete

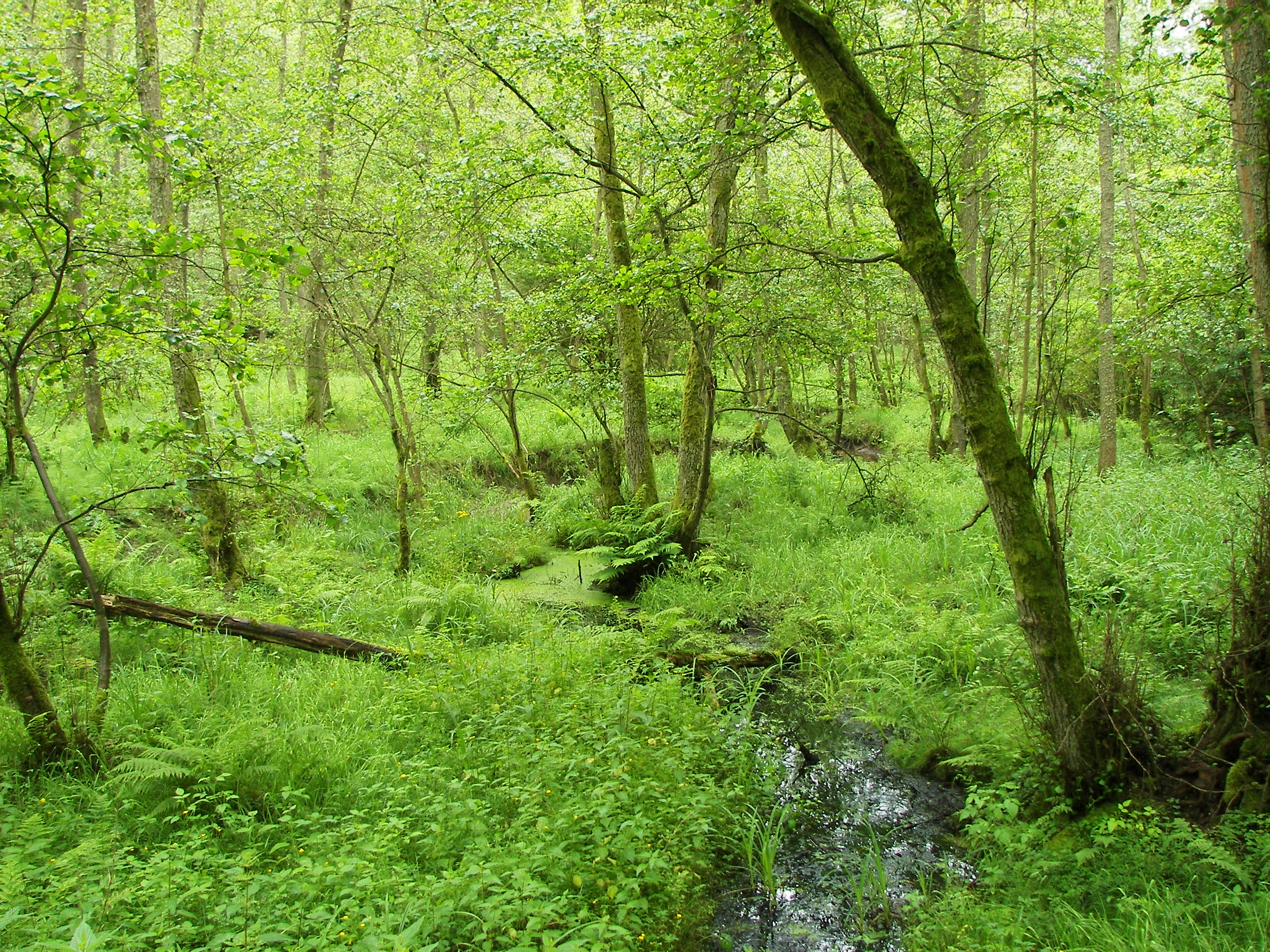
Égerliget (Alnetum glutinosae) — Hessen, Burgwald

A Kerka-völgy és a völgyet határoló dombok növényzete erősen különbözik. A völgy legjellemzőbb növénytársulásai a sík- és dombvidéki kaszálórétek (Arrhenatherion), a mészkerülő láprétek (Junco–Molinietum) és a patak menti magaskórósok (Angelico-Cirsietum oleracei).
A völgyben számos védett növény él:
- buglyos szegfű (Dianthus superbus),
- kígyógyökerű keserűfű (Persicaria bistorta),
- kornistárnics (Gentiana pneumonanthe),
- sárga sásliliom (sárgaliliom) (Hemerocallis lilio-asphodelus),

főképp Bajánsenye környékén.
Élőhelyeik fenntartásához a réteket rendszeresen kaszálni kell, a kaszált terület azonban az állattartás leépülésével erősen csökken. Ennek eredménye egyrészt a rétek beerdősülése, másrészt néhány agresszív gyomnövény ijesztő térhódítása. Ezért a Kerka alsó folyása mentén napjainkban már az aranyvesszővel (Solidago spp.) benőtt magaskórós az uralkodó növénytársulás.
A mélyebb részeken, tehát az egykori oldalágak, illetve holtágak helyén magassásosok (Magnocaricetalia), magaskórós mocsárrétek (Calthion) és rekettyefüzes mocsári cserjések (Berulo-Salicetum cinereae) nőnek: a szukcesszió az égerligetek (Alnetum glutinosae) kialakulása felé halad.